# Numerianus
Marcus Aurelius Numerianus (253? - november 284) was een Romeinse keizer van 283 tot november 284.
Numerianus werd geboren omstreeks 253. Hij was de jongere broer van Carinus en de zoon van Carus. Hij werd samen met zijn broer Carinus door zijn vader tot Caesar benoemd in 282, vrij snel nadat deze keizer geworden was.
Carus arrangeerde voor Numerianus een huwelijk met de dochter van Aper, prefect van de pretoriaanse garde. Zowel Numerianus als Aper vergezelden Carus op een veldtocht naar Perzië in 283. Na Carus' dood later dat jaar werd Numerianus tot keizer benoemd. Hij leidde de terugtocht van het Romeinse leger uit Perzië, en werd daarna in het begin van 284 consul samen met zijn broer.
Numerianus kon niet lang van zijn keizerschap genieten. Hij werd ziek halverwege 284 en stierf begin november. Naar verluidt wilde zijn staf zijn dood verhullen (om zo de loyaliteit van het leger niet op de proef te hoeven stellen) door te zeggen dat Numerianus in een gesloten draagstoel zat vanwege een ziekte aan zijn ogen. Na een aantal dagen roken soldaten echter de stank en vonden ze het ontbindende lichaam van de keizer. Het leger koos vervolgens op 20 november Diocletianus als opvolger.